# Мала-Раковица
Мала-Раковица (болг. Мала Раковица) — село в Болгарии. Находится в Софийской области, входит в общину Божуриште. Население составляет 4 человека (2022).

## Политическая ситуация
Мала-Раковица подчиняется непосредственно общине и не имеет своего кмета.
Кмет (мэр) общины Божуриште — Аспарух Асенов Аспарухов (инициативный комитет) по результатам выборов в правление общины.